# 田之筋村
田之筋村（たのすじむら）は、1954年（昭和29年）まで愛媛県東宇和郡にあった村である。
現在の西予市の北部、宇和川の支流である岩瀬川の流域の農山村である。昭和の合併で宇和町、さらに平成の合併で西予市となり、現在に至っている。

## 地理
現在の西予市の北部。宇和盆地の東部、宇和川（肱川の上流の別称）支流の岩瀬川の流域。北は多田村に、東は大判山を境に渓筋村に、同じく西は小高い山地を境に多田村及び中川村に接していた。南は平地で宇和町（旧）に接している。
地名の由来
　明石、常定寺はそれぞれ寺の名にちなむもの。

## 歴史
藩政期
- 宇和島藩領。宇和島藩による組編成では多田組に属する。
- 1749年（寛延2年） - 新城村と常定寺村との間で水争いが起こる。
- 1782年（天明2年） - 明石村で農民騒動、翌年、藩の裁許により首謀者らが処分、明石寺の住職も加担したとされ退寺を命じられる。
- 1805年（文化2年） - 常定寺村の財政逼迫のため藩の命で新城村の庄屋が後見人となり財政建て直しを図る。

明治以降
- 1889年（明治22年）12月15日 - 町村制・市制施行時に、明石（あげいし）、新城（しんじょう）、常定寺（じょうじょうじ）、田野中（たのなか）の4箇村の合併により田之筋村となる。
- 1954年（昭和29年）3月31日 - 宇和町ほか4箇村との合併により宇和町となる。

```
田之筋村の系譜
（町村制実施以前の村　（明治期）　　　　　　　　　　　　　　　　　　　　（昭和の合併）
　　　　　　　　　　町村制施行時

新城　　━━━━┓
常定寺　━━━━┫
田野中　━━━━╋━　田之筋村　━━━━━━━━━━━━━━━━━━━┓
明石　　━━━━┛　　　　　　　　　　　　　　　　　　　　　　　　　　┃
　　　　　　　　　　　　多田村　━━━━━━━━━━━━━━━━━━━┫
　　　　　　　　　　　　中川村　━━━━━━━━━━━━━━━━━━━┫
　　　　　　　　　　　　笠置村　━━┓　　　　　　　い　　　　　　　　┃　　　う
　　　　　　　　　　　　　　　　　　┣━━━━━　石城村　━━━━━━╋━　宇和町　━┳━
　　　　　　　　　　　　山田村　━━┛　　　　　　　　　　　　　　　　┃　　　　　　　┃
　　　　　　　　　　　上宇和村　━━┓　　　あ　　　　　　　　　　　　┃　　　　　　　┃
　　　　　　　　　　　　　　　　　　┣━　宇和町　━━━━━━━━━━┫　　　　　　　┃
　　　　　　　　　　　　宇和町　━━┛　　　　　　　　　　　　　　　　┃　　　　　　　┃
　　　　　　　　　　　下宇和村　━━━━━━━━━━━━━━━━━━━┛
　　　　　　　　　　　　　　　　　　　　　　　　　　　　　　　　　　　　　　　　　　　え
　　　　　　　　　　　　　　　　　　　　　　　　　　　　　　　　　　　　大洲市の一部（鳥坂・正信）が境界変更

あ - 1922年（大正11年）2月11日
い - 1929年（昭和4年）12月1日
う - 1954年（昭和29年）3月31日
え - 1958年（昭和33年）8月1日
（注記）多田村以下の合併の系譜および宇和町の平成の合併の系譜についてはそれぞれの記事を参照のこと。

```

## 地域
明治の合併前の村である、明石、新城、常定寺、田野中の4か村がそのまま大字となり、宇和町となってからも続いた。北側（上流側）から、田野中、常定寺、新城、明石と位置する。新城が中心地であった。

## 行政
役場
大字新城に置かれていた。

## 産業
農業
米作

## 交通
卯之町-大洲の街道が通じていた。

## 名所
- 明石寺